# Шежемский, Сергей Васильевич
Серге́й Васи́льевич Шеже́мский (1892—1969) — советский педагог, заслуженный учитель школы Карело-Финской ССР (1951), заслуженный работник культуры Карельской АССР (1965).

## Биография
Родился в семье священника. Его родители — псаломщик Николаевского собора г. Олонца Василий Полуевктович Шежемский и Анастасия Ивановна Шежемская (урождённая Благовещеская). Дед по матери служил священником в Олонецком уезде.
В 1912 году окончил Олонецкую духовную семинарию по первому разряду, по списку вторым.
В 1916 году окончил историческое отделение Петербургской духовной академии. Одновременно с учёбой в академии прослушал курс лекций в Петербургском археологическом институте, преподавал географию в школах Петербурга.
В 1916—1918 годах, в период Первой мировой войны, служил канониром в артиллерийской части.
С 1918 года — преподаватель в сельских школах Олонецкой губернии, заведующий фабрично-заводской школой в Кондопоге, директор средней школы в Кондопоге.
В годы Великой Отечественной войны, в эвакуации, работал в школах Свердловской области.
В 1944—1956 годах — преподаватель, завуч, директор Кондопожской средней школы № 1.
После выхода в 1956 году на пенсию занимался организацией создания Кондопожского краеведческого музея, собрал значительный краеведческий материал.

Памятная доска С. В. Шежемскому в Кондопоге

## Память
В 1984 году именем Шежемского названа одна из улиц города Кондопога.